# Helmut Newton

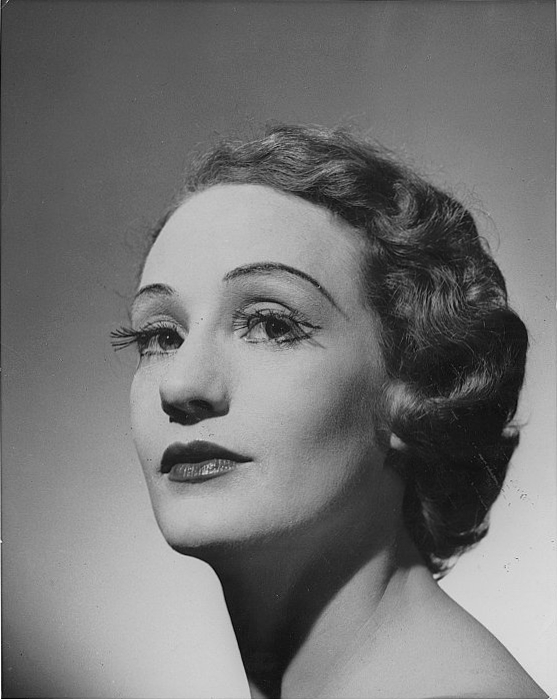
Retrato de Laurel Martyn, hecho por Helmut Newton.

Parte de su obra en el Museo para la Fotografía (Berlín)

Helmut Newton —Helmut Neustädter— (31 de octubre de 1920 - 23 de enero de 2004) fue un fotógrafo australiano de origen alemán, considerado uno de los más importantes del siglo XX. Crea un nuevo estilo propio en sus fotografías, repletas de glamur y seducción y en las que predominan los desnudos femeninos y los tacones de aguja.

## Biografía
De origen judío, nació en Berlín, en el año 1920. Compró su primera cámara en 1932 con sus ahorros, a la edad de 12 años: era una Agfa Tengor Box. La cámara venía con carrete. Sus primeras fotos fueron en el metro, y todas las fotos se velaron, a excepción de una. En 1938, justo cuando comenzó la persecución contra los judíos, abandonó Alemania hacia Singapur con dos cámaras, una Kodak y una Rolleicord. A su llegada a Singapur, la comisión encargada de recibir a los refugiados le consiguió un trabajo como fotógrafo en uno de los diarios más importantes de Singapur, el Straits Times. Es ahí donde comenzó su carrera fotográfica. Su trabajo consistía en hacer fotos para la sección de sociedad; el estilo de las fotografías de Helmut Newton no gustaba en el periódico, y fue despedido al poco tiempo.
Helmut Newton no gozaba del apoyo de su padre. Si no hubiera tenido que huir a Singapur, su padre habría insistido en que él trabajase en su fábrica de botones.
De Singapur fue deportado a Australia. Y al ser alemán, estuvo un período en un campo de internamiento. Posteriormente fue alistado por el ejército australiano hasta el final de la II Guerra Mundial. Después de abandonar el ejército, cambió su apellido Neustädter por Newton.
Después de la guerra, abrió su propio estudio de fotografía en Melbourne donde comenzó su trabajo como fotógrafo de moda, teatro y comercial. Es por esa época cuando conoció a la que más tarde sería su mujer, June Browne. Más tarde, para completar su formación en el campo de la moda, marchó a Londres por dos años. Dejando atrás su etapa en Londres, viajó a París para trabajar en revistas especializadas en moda como Vogue o Elle. Tras tanto viajar, es en París donde fijó su residencia habitual. Allí, su carrera como fotógrafo de moda empieza a tener reconocimiento mundial, convirtiéndose en uno de los de más éxito. Los últimos años de Newton discurrieron entre las ciudades de Nueva York y Montecarlo.
El trabajo de Newton tiene un estilo propio que hace reconocer su obra por donde se la observe. Fotos llenas de glamur, seducción y elegancia han sido portada de las más prestigiosas revistas. Son famosas las fotos de bellas mujeres en ambientes lujosos donde algunas de ellas se han convertido en una imagen icónica del siglo XX. Newton fue un enamorado de la belleza, la que casi obsesivamente lograba captar como nadie con su cámara.
Para conocer parte de sus obras —objetos personales tales como cámaras, bolsas de material y artículos usados para fotografiar—, se puede visitar la Fundación Helmut Newton, Museum für Fotografie, en la Jebensstrasse de Berlín.
El 23 de enero de 2004, Helmut Newton murió en un accidente de tráfico en Los Ángeles. Además de su enorme legado fotográfico, nos ha dejado su autobiografía, que se ha publicado recientemente en castellano (Helmut Newton, autobiografía, ISBN 84-933036-3-1).
Del 24 de marzo de 2012 al 17 de junio de 2012, el Grand Palais de París acogió la primera retrospectiva de Helmut Newton. Se expusieron 200 fotografías seleccionadas por su mujer, June Newton. Además de las fotografías, se proyectó un fragmento de un documental grabado por June; en él, June contesta, como sigue, a la pregunta de si alguna vez se ha sentido celosa por el trabajo de su marido:

Solo me preocupé una vez, cuando empezó a fotografiar flores; en concreto, flores muertas.
Jude Newton

En este mismo video, Helmut Newton explica lo que es para él una buena fotografía de moda:

Una buena fotografía de moda debe parecer cualquier cosa menos una fotografía de moda: un retrato, una foto recuerdo, una de paparazzi...
Helmut Newton